# Sabine Dardenne
Sabine Dardenne (28 de octubre de 1983) es una autora belga. Fue secuestrada en 1996 a la edad de doce años por el acosador de menores y asesino serial Marc Dutroux. Dardenne fue una de las dos últimas víctimas de Dutroux. Ella y otra víctima, Laetitia Delhez, sobrevivieron, aunque los cuerpos de cuatro otras víctimas y de los cómplices de Dutroux fueron hallados en su propiedad.

## Secuestro
Dardenne fue secuestrada por Dutroux el 28 de mayo de 1996, mientras montaba su bicicleta camino a la escuela. Aunque sólo con 12 años, Dardenne opuso resistencia, instigando a Dutroux con preguntas y demandas. Él convenció a Dardenne de que era su único aliado y que sus padres habían fallado en producir el dinero suficiente para salvarla de unos hombres ficticios que querían matarla. Durante su encarcelamiento en el sótano de la propiedad de Dutroux, éste permitió a Dardenne escribir diversas cartas a sus amigos y familia, las cuales nunca envió a pesar de prometerle que lo haría. Cuando luego de varias semanas Dardenne le manifestó que necesitaba un amigo, él secuestró a Laetitia Delhez de 14 años, y le dijo "mira lo que hice por tí".
El secuestro de Delhez fue un error de Dutroux, dado que varios testigos locales en el pueblo de Delhez vieron su auto y al menos uno había anotado el número de licencia, el cual los investigadores usaron para rastrear a Dutroux. Dardenne y Delhez fueron rescatadas el 15 de agosto de 1996 por la policía belga, dos días después Dutroux fue arrestado. Dutroux admitió haberlas secuestrado y abusado de ambas.
La permanencia de Dardenne en el sótano de la casa de Dutroux duró 80 días, y Delhez pasó 6 días en el mismo antes de ser rescatada por las autoridades. Víctimas anteriores incluían a Melissa Russo y Julie Lejeune, ambas de 8 años, las cuales murieron de inanición mientras Dutroux se encontraba en prisión por el robo de un vehículo, como así también a An Marchal, de 17 años y Eefje Lambrecks, de 18 años, las cuales fueron enterradas vivas bajo un cobertizo en la propiedad de Dutroux. Un quinto cuerpo perteneciente a un cómplice francés de Dutroux, Bernard Weinstein, fue hallado. Dutroux admitió haber drogado a Weinstein y enterrarlo vivo.

## Juicio
Tomó ocho años para que el caso pasase a juicio. Hubo numerosos problemas, incluidas disputas sobre jurisdicción, errores legales o procedurales y cargos de incompetencia y evidencia que desapareció. Hubo también varios suicidios de gente involucrada en el caso, incluidos abogados, oficiales de policía y testigos. Incluso las comunicaciones entre Flandes y Valonia también cesaron.
En octubre de 1996, 350.000 personas marcharon en Bruselas para protestar en contra de la incompetencia policíaca en el caso. El lento desenlace del juicio y las revelaciones de otras víctimas de Dutroux provocaron un levantamiento popular.
Durante el juicio, Dutroux alegó ser parte de un anillo de pedofilia de proporción continental, que incluía a prominentes individuos e incluso al establecimiento legal en Bélgica. Tanto Dardenne como Delhez testificaron en contra de Dutroux durante el juicio en 2004, y su testimonio jugó un rol importante en su consecuente condena. Ambas le preguntaron a su secuestrador por qué les había hecho lo que les hizo.
El recuento de los hechos por parte de Dardenne sobre su secuestro y su posterior desenlace están documentados en sus memorias J'avais douze ans, j'ai pris mon vélo et je suis partie à l'école ("Tenía 12 años, tomé mi bicicleta y partí para la escuela"). El libro ha sido traducido a 14 idiomas y publicado en más de 30 países. Se convirtió en el libro número uno mejor vendido tanto en la Europa continental como en el Reino Unido.[cita requerida]

## Libros
- I Choose to Live (2005), Virago Press, Londres (título original: J'avais 12 ans, j'ai pris mon vélo et je suis partie à l'école)